# Trichogorgia capensis
Trichogorgia capensis is een zachte koraalsoort uit de familie Plexauridae. De koraalsoort komt uit het geslacht Trichogorgia. Trichogorgia capensis werd in 1904 voor het eerst wetenschappelijk beschreven door Hickson.